# Basílica de Nossa Senhora dos Mártires
A Basílica de Nossa Senhora dos Mártires é uma igreja que se localiza na Rua Garrett, no Chiado, na freguesia lisboeta de Santa Maria Maior (no território da extinta freguesia dos Mártires, que devia o seu nome a este orago). Em estilo barroco tardio e neoclássico, trata-se de um exemplo da qualidade da arquitectura religiosa no contexto do reordenamento pombalino da cidade de Lisboa.
A paróquia de Nossa Senhora dos Mártires foi criada imediatamente após a reconquista de Lisboa aos Mouros, em 1147, tendo a sua génese numa pequena ermida erigida para nela se poder prestar culto à imagem de Nossa Senhora trazida pelos Cruzados ingleses, que cedo foi invocada pelo povo como Nossa Senhora dos Mártires em memória de todos os soldados que morreram em combate em defesa da fé cristã. Segundo a tradição, nela terá pedido D. Afonso Henriques auxílio e protecção a Nossa Senhora, e nela terá sido administrado o primeiro baptismo na cidade após a Reconquista.

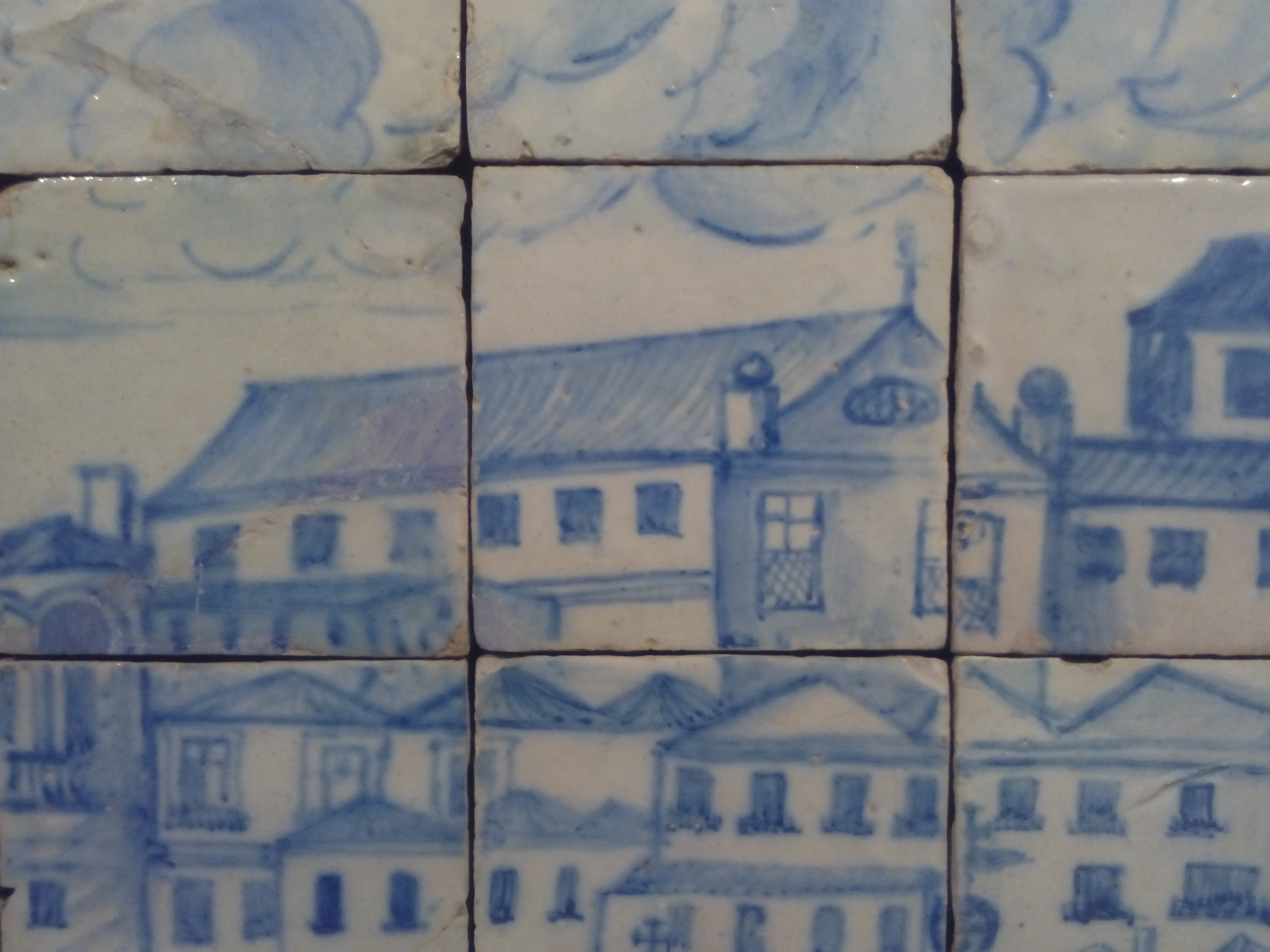
Representação do aspecto da Igreja dos Mártires antes do Terramoto de 1755, num painel de azulejos do início do século XVIII (Museu Nacional do Azulejo)

A ermida era já uma grandiosa igreja barroca em 1755, data em que foi completamente destruída durante o Terramoto que se abateu sobre Lisboa nesse ano. A actual Basílica foi projectada por Reinaldo Manuel dos Santos, tendo sido dedicada ao culto religioso em Março de 1784.

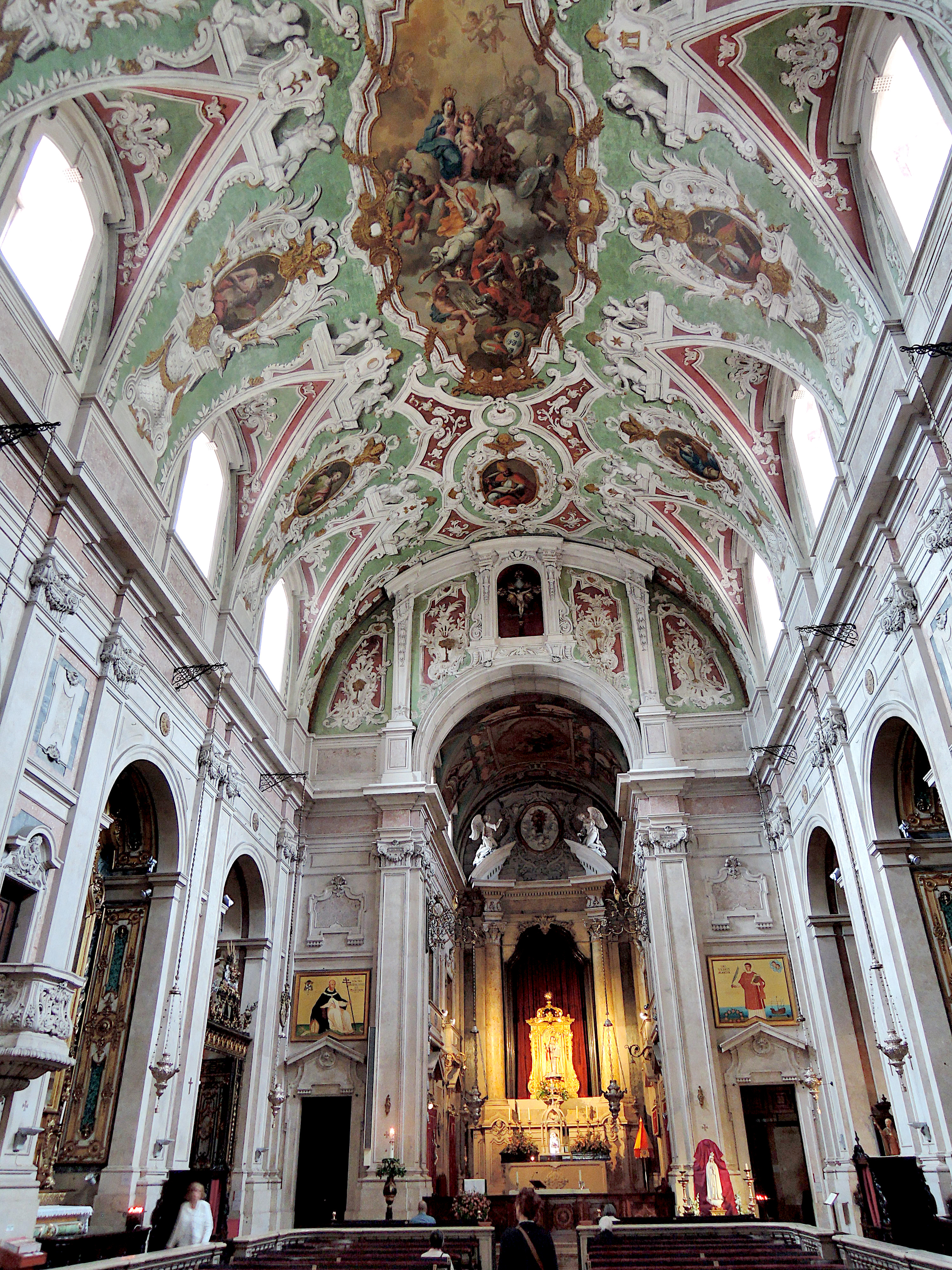
Aspecto interior da igreja

A pia baptismal é uma peça original pré-terramoto, tendo sido recuperada intacta da primitiva basílica: nela foram baptizadas individualidades como o Beato Bartolomeu dos Mártires, em 1514; o Cardeal D. Luís de Sousa, em 1630; o poeta Fernando Pessoa, em 1888.
Os magníficos tectos e os retábulos são da autoria de Pedro Alexandrino de Carvalho e do seu discípulo José António Narciso. O órgão e o móvel que o reveste, em talha dourada, foram construídos pelo organeiro António Xavier Machado e Cerveira. A Basílica dos Mártires guarda ainda um presépio do século XVIII, com 126 figuras, lavrado pela escola de Machado de Castro.
Em breve papal do Papa Pio VI, datada de 15 de Setembro de 1779, é concedida indulgência plenária a cada um dos fiéis católicos que, "verdadeiramente arrependidos, confessados e reforçados com a sagrada Comunhão, devotamente visitem a Basílica no dia 13 de Maio desde a véspera até ao pôr-do-sol do mesmo dia e aí rogarem a Deus pela paz entre as nações, pela ortodoxia da fé e pela fidelidade da Santa Madre Igreja."
O atual pároco é o Rev. Cónego Armando Duarte.